# George Davison

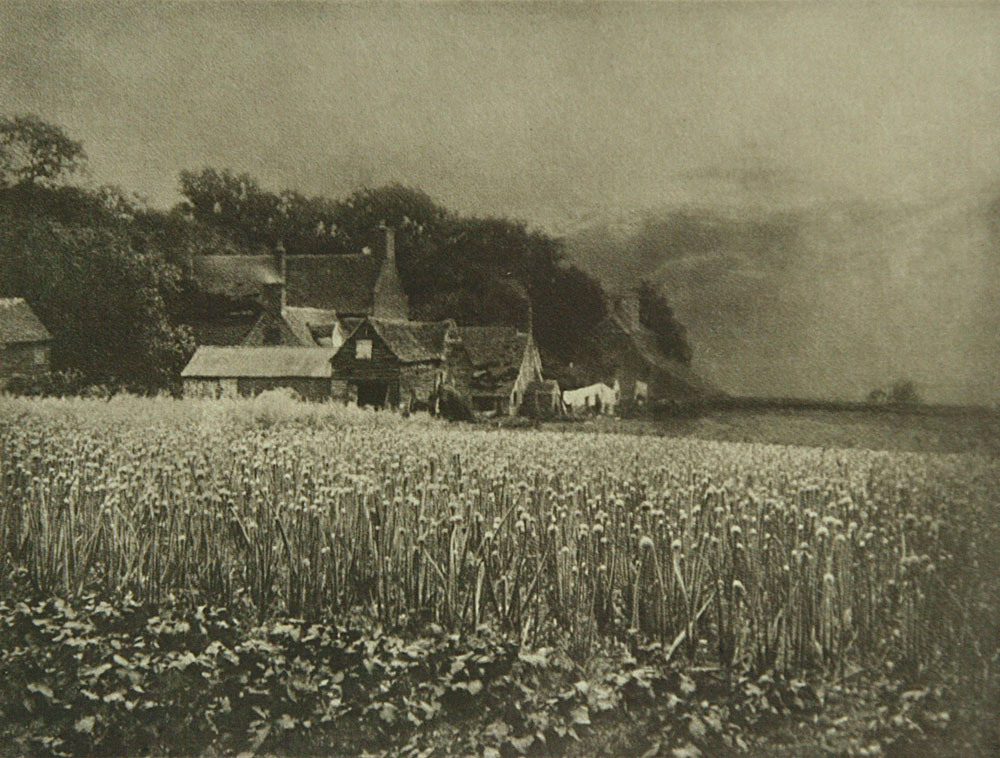
George Davison, Cibulové pole, 1890

George Davison (19. září 1854 Lowestoft, Velká Británie – 26. prosince 1930 Antibes, Francie) byl anglický fotograf.

## Život a dílo
Ačkoliv George Davison pocházel z chudé rodiny lodního tesaře, dostalo se mu dobrého vzdělání a roku 1874 se stal státním úředníkem v londýnském Somerset House. Začal fotografovat v roce 1885, kdy také vstoupil do fotografického spolku Camera Club. Své fotografie vystavoval již následující rok na výstavě Fotografické společnosti, kam byl přijat za člena. V počátcích své tvorby byl ovlivněn naturalistickou fotografií, zejména P. H. Emersonem.
Experimentoval s různými technikami a procesy a od naturalistické fotografie se brzy odklonil. Jako jeden z prvních fotografů začal využívat dírkovou kameru pro vytváření piktorialistických fotografií. Roku 1890 vytvořil snímek nazvaný Cibulové pole (The Onion Field, původní název fotografie však byl An Old Farmstead), bez ostrých kontur na drsném papíře, takže vyvolával dojem, že jde o malbu. Bývá považován za první impresionistickou fotografii. Davisonovy fotografie se však staly předmětem polemik a sporů ve Fotografické společnosti, z níž nakonec vystoupil, a spolu s dalšími stoupenci založil roku 1892 fotografický spolek The Linked Ring Brotherhood.
V roce 1889 nabídl George Eastman Davisonovi místo ředitele londýnské pobočky firmy Eastman Photographic Materials Company. To byl začátek dlouhodobého svazku Davisona s Eastmanem a firmou Kodak. Roku 1897 opustil místo státního úředníka a stal se náměstkem ředitele Eastman Photographic Materials Company. Jeho prvním úkolem v nové funkci bylo zorganizovat velkou soutěž a výstavu amatérské fotografie. Výstava měla velký úspěch – během tří týdnů ji v Londýně navštívilo více než 25 tisíc návštěvníků. Roku 1898 se stal Davison zástupcem ředitele firmy Kodak a o dva roky později jejím ředitelem. I přes své pracovní vytížení fotografoval a vystavoval až do roku 1911.
George Davison se zajímal o sociální reformy, což ho přivedlo ke kontaktům na anarchisty. Proto jej Eastman vyzval v roce 1908 k odstoupení z funkce ředitele. Davison zůstal členem správní rady do roku 1912, kdy firmu Kodak opustil. Přestěhoval se do Harlechu v severním Walesu, ve dvacátých letech pak ze zdravotních důvodů do Antibes v jižní Francii, kde v roce 1930 zemřel.

## Galerie

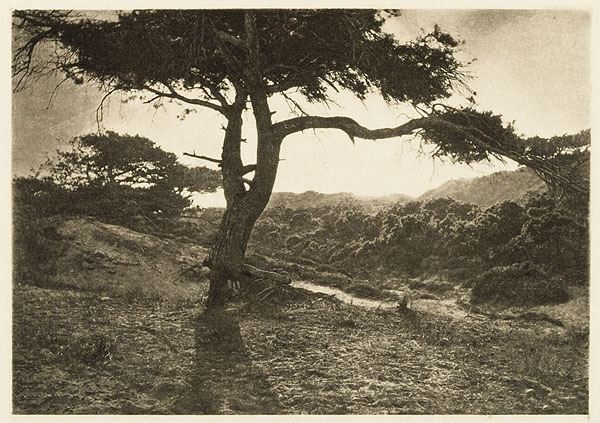
The long arm, Camera Work, 1907
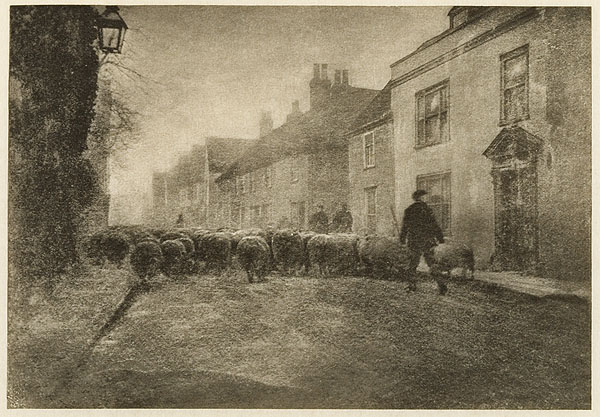
In a Village under the South Downs, Camera Work 1907
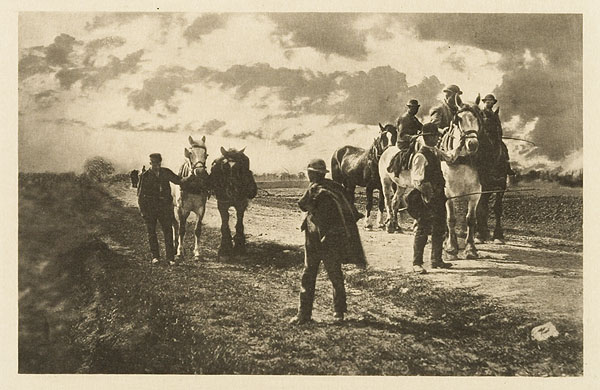
Berkshire Teams and Teamsters, Camera Work, 1907
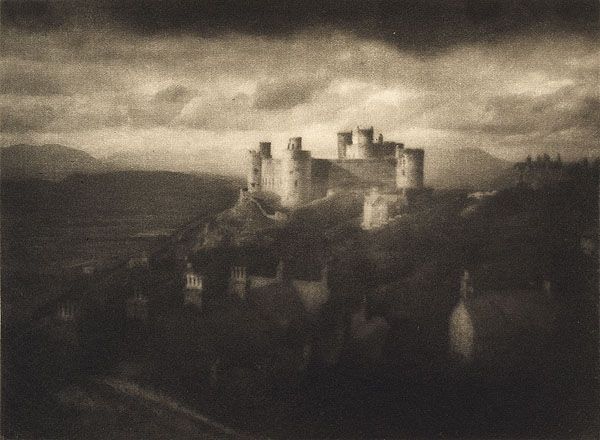
Harlech Castle, Camera Work, 1909